# Хавренко Василь Михайлович
Василь Михайлович Хавренко (11 січня 1928, село Зелене, тепер Петрівського району Кіровоградської області — 10 грудня 1993, місто Жовті Води Дніпропетровської області) — український радянський діяч, бригадир прохідників шахти «Нова» Східного гірничо-збагачувального комбінату, Герой Соціалістичної Праці (29.07.1966). Депутат Верховної Ради УРСР 7—9-го скликань. Член Президії Верховної Ради УРСР 8-го скликання.

## Життєпис
Народився в селянській родині. 15-річним хлопчиком почав працювати в колгоспі.
Освіта середня. У 1948 році закінчив школу фабрично-заводського навчання (гірничо-промисловий технікум) у селищі Жовта Ріка (Жовті Води) Дніпропетровської області.
З 1948 року — прохідник, машиніст бойлерної установки шахти «Капітальна» Дніпропетровської області.
У 1960—1976 роках — бригадир бригади прохідників шахти «Нова» Східного гірничозбагачувального комбінату у місті Жовті Води Дніпропетровської області. Бригада завжди перевиконувала планові завдання, за п'ятирічку 1959—1965 рр. виконала більше 8 річних норм.
Член КПРС з 1965 року.
У 1976—1988 роках — наставник на шахті «Нова» Східного гірничозбагачувального комбінату Дніпропетровської області.
З 1988 року — на пенсії, проживав у місті Жовті Води Дніпропетровської області.

## Нагороди
- Герой Соціалістичної Праці (29.07.1966)
- орден Леніна (29.07.1966)
- орден Трудової Слави ІІІ ст. (25.04.1975)
- медаль «За трудову відзнаку» (24.12.1953)
- медаль «За доблесну працю»
- нагрудний знак «Шахтарська Слава» І, ІІ, ІІІ ступенів,

## Звання
- Почесний гірник
- звання «Почесний громадянин міста Жовті Води»